# Silleda
Silleda es un municipio español de la provincia de Pontevedra, en la comunidad autónoma de Galicia, y una villa con el estatus de capital de dicho municipio. Cuenta con una población de 8870 habitantes (INE 2024).
El municipio pertenece al partido judicial de Lalín y a la comarca del Deza. Aquí se encuentran las cascadas del Toja y el Monasterio de San Lorenzo de Carboeiro.

## Geografía
Integrado en la comarca del Deza, se sitúa a sesenta kilómetros de la capital provincial. El término municipal está atravesado por la autopista Central de Galicia (AP-53) y por la carretera N-525 entre los puntos kilométricos 299 y 313, además de por la carretera N-640 —que conecta con La Estrada—, y por las carreteras provinciales PO-205 —que se dirige hacia Vila de Cruces— y PO-201 —que permite la conexión con la PO-534 (Lalín-Cerdedo)—.
El relieve del municipio está caracterizado por el valle del río Deza hasta su desembocadura en el río Ulla y por las montañas que lo circundan. Varios son los puntos geográficos que marcan el territorio, destacando la sierra de Candán (1015 metros) y el Monte Chamor (824 metros) al sur, así como San Sebastián de Meda (750 metros) al oeste. La altitud oscila entre los 1015 metros (Candán) y los 60 metros a orillas del río Ulla. El pueblo se alza a 493 metros sobre el nivel del mar.

## Límites
| Noroeste: Boqueijón (La Coruña) y La Estrada | Norte: Villa de Cruces | Nordeste: Villa de Cruces y Lalín |
| Oeste: La Estrada y Forcarey                 |                        | Este: Lalín                       |
| Suroeste: Forcarey                           | Sur: Forcarey y Lalín  | Sureste: Lalín                    |

## Historia
Hacia mediados del siglo XIX, el ayuntamiento, que por entonces llevaba el nombre de Chapa, tenía contabilizada una población de 8730 habitantes. Aparece descrito en el séptimo volumen del Diccionario geográfico-estadístico-histórico de España y sus posesiones de Ultramar de Pascual Madoz con las siguientes palabras:

CHAPA: ayunt. en la prov. de Pontevedra (8 leg.), part. jud. de Lalin (2), aud. terr. y c. g. de la Coruña (10), dióc, de Lugo (10), esceptuando las felig. de Cira y Dornelas, que corresponden á la dióc. de Santiago (5 1/2):sit. á la márg. izq. del r. Deza, y en los valles que por este lado forman sus afluentes, especialmente el Toja: le combaten todos los vientos, y el clima es muy saludable. Comprende las felig. de Abades, Sta. Maria; Ansemil, San Pedro; Breija, Santiago; Carboeiro, Santa Maria; Castro; San Mamed; Cerbaña, San Salvador; Cira, Santa Eulalia; Cortegada, Santa Maria; Chapa, San Ciprian (cap.); Dornelas, San Martin; Escuadro, San Salvador; Fiestras, San Martin; Gestoso, Santa Maria; Graba, Santa Maria; Lamela, San Miguel, Laro, San Salvador; Manduas, San Tirso; Margaride, San Felix; Martige, San Cristóbal; Moalde, San Mamed, Negreiros, San Martin; Oleiros, San Miguel; Parada, Santo Tomé; Pazos, San Martin, Piñeiro, San Julian; Ponte, San Miguel; Refojos, San Pelayo; Rellas, San Martin; Saidres, San Juan, Siador, San Miguel, Silleda, Sta. Maria; Taboada, Santiago; y Villar, San Martin: compuesta cada una de ellas de diferentes ald. ó l. de que hacemos reseña en sus respectivos art. Aunque no hay escuelas públicas de instruccion primaria, no por esa carecen los pueblos de esta clase de enseñanza, pues apenas existe parr., donde no se encuentren algunos vec., que mediante cortas gratificaciones instruyan á los niños; asi que la mitad de los hab. sabe leer y escribir aunque mal; por lo tanto este importante ramo merece la solicitud de la adm. pública. Confina el térm. municipal por N. y E. con el r. Deza, que le separa de los ayunt. de Lalin y Carbia; al NO. con el r. Ulla, que le divide de la prov. de la Coruña; y por los restantes lados con la cadena, que desprendiéndose de la montaña de Candán, divide aguas al Deza, y separada este distrito de los ayunt. de la Estrada y Forcarey del part. jud. de Tabeiros; ocupando una superficie de 4 1/2 leg. poco más o menos. El granito en general y alguna pizarra forman la base de su terreno, hallándose tambien escelente serpentina en la felig. de Abades y en la de Dornelas con algun anfibólito y amianto entre la misma serpentina. Tambien se halla alguna piedra ollar cerca de la última parr. y en la de Negreiros, sin que haya industriosos que sepan utilizarla, únicamente en esta y en la de Chapa se aprovecha la arcilla, de que abundan, para hacer teja. Por el S. de la parr. de Cira se estiende atravesando el Ulla la célebre cresta de Picosagro, que es toda ella una roca de cuarzo medio cristalizado y muy blanco. En la parr. de Graba y cerca de la aldehuela de Tijoa, en medio de una gran mesa que forma la montaña, se reconoce un pozo con su galeria, tan ant. que los naturales le llaman de los Moros, y fué sin duda ejecutado para la esplotacion de algun mineral, del que se descubren seguros indicios en muchas piritas incrustadas en queis micáceo, que se ven aun en su entrada. Abunda en aguas minerales generalmente sulfurosas, en las parr. de Pazos, Carboeiro y Manduas con el nombre de Creestelle, y frecuentemente en toda la márg. del Deza. Hay mucho arbolado de castaños, robles, pinos, abedules, alisos, bojes, plátanos, sauces, laureles, fresnos, álamos y diferentes arbustos en las faldas de sus elevados montes del S., cuyas cimas estan únicamente destinadas al tojo y helecho, que tanto abunda en Galicia, aunque bien pudieran destinarse á producciones de mayor importancia, especialmente á la retama, arbusto de los mas preciosos para abonar las tierras. Atraviesa por el térm. la carretera trasversal de Santiago á Orense, enteramente descuidada, no obstante de que por ella pasa el correo general desde Madrid á aquel punto, dejando en la estafeta ó carteria de Chapa la correspondencia de este pais é inmediatos. Tambien cruza por este ditr. el camino de Pontevedra á Lugo, que va por los montes del SE. hasta el puente Taboada, el cual se halla muy abandonado, y solo transitan por él algunos arrieros. prod.: algun trigo, centeno, maiz, patatas, nabos, legumbres, hortalizas, castañas, frutas y vino ligero pero de buen gusto, en las riberas del r. Deza desde su reunion con el Toja: la ganaderia, fuera del objeto de la labranza á que está aplicada, no merece apenas otra consideracion. ind. y comercio: la agricultura, molinos harineros, algunos telares y de lienzo ordinario, una fáb. de curtidos en la felig. de Rellas, y algunas de tejas en Chapa y Negreiros, dedicándose tambien los hab. de los pueblos mas montuosos á la arrieria: se celebran ferias en Bandeira, Camporrapado, Penadanga y Silleda, cuyas especulaciones consisten en ganado, géneros y frutos del pais, y de otros inmediatos. pobl.: 1,746 vec., 8,730 alm. contr.: por encabezamiento, 45,615 rs. 25 mrs., por utensilios 15,544 con 12, por recargo de estos 16,389 rs. con 1; por alcabala, manda pia, jabon y subsidio de comercio 3,130 con 20; por contr. del clero 19,676 con 24; en junto por todos conceptos 121,998 con 21. Asciende su presupuesto municipal ordinario á 2,778 rs.; el de alimentos de presos y otros gastos del partido á 1,967 rs. con 17 mrs., el de gastos de diputacion y otros provinciales á 1,179, y el del culto de sus parr. á 15,717 rs., cuyas sumas se pagan por reparto vecinal, pues carece de propios, arbitrios y de terrenos comunes.
(Madoz, 1847, p. 307)

Cambió después el nombre por el actual.

## Geografía humana

### Demografía
Cuenta con una población de 8870 habitantes (INE 2024).
| Gráfica de evolución demográfica de Silleda entre 1842 y 2021                                                                                              |
| |
| Población de derecho según los censos de población del INE Población de hecho según los censos de población del INEEn este censo se denominaba Chapa: 1842 |

### Parroquias
Parroquias que forman parte del municipio:
- Abades (Santa María)
- Ansemil (San Pedro)
- Breija (Santiago)[6]
- Carboeiro (Santa María)
- Cerbaña (San Salvador)
- Cira (Santa Eulalia)
- Cortegada (Santa María)
- Chapa (San Ciprián)
- Dornelas (San Martín)
- Escuadro (San Salvador)
- Fiestras (San Martín)
- Gestoso[6] (Santa María)[8]
- Graba (San Miguel)
- Lamela (San Miguel)
- Laro (San Salvador)
- Manduas (San Tirso)
- Margarid[6]
- Martije[6]
- Moalde (San Mamed)
- Negreiros (San Martín)
- Ocastro[6]
- Oleiros (San Miguel)
- Parada (Santo Tomé)
- Pazos (San Martín)
- Piñeiro (San Julián)
- Ponte (San Miguel)
- Refojos[6]
- Rellas (San Martín)
- Saídres (San Juan)
- Siador (San Miguel)
- Silleda (Santa Eulalia)
- Taboada (Santiago)
- Villar[6]

### Economía
El municipio es conocido por sus ferias de ganado y agrícolas, con su máximo exponente a nivel internacional durante la «Semana Verde de Galicia». Dicha Feria Internacional se desarrolla en el recinto ferial creado para ello, que posee la calle cubierta (techada) más grande de Europa. En este recinto también tiene lugar una feria internacional de acuicultura.
Es un pueblo en continuo crecimiento, especialmente desde la creación de su polígono industrial a las afueras y la carretera de circunvalación.
Además, Silleda posee numerosas zonas de interés artístico cultural (el Monasterio Carboeiro, románico) y gran valor natural (las cascadas del Toxa, una de las cataratas de mayor altura de España). Y también las Fervenzas de Férveda, en la parroquia de Escuadro, y las recién descubiertas Fervenzas de la parroquia de Graba.

## Corporación municipal
| Nombre | Nombre     | Votos | Porcentaje | Concejales |
| ------ | ---------- | ----- | ---------- | ---------- |
|        | PSdeG-PSOE | 2357  | 45.55 %    | 6          |
|        | PP         | 2065  | 39.91 %    | 5          |
|        | B.N.G.     | 714   | 13,79 %    | 2          |